# Remember the Future
Remember the Future é o quarto álbum de estúdio da banda britânica Nektar, lançado em 1973.
| Críticas profissionais                                                      | Críticas profissionais |
| Avaliações da crítica                                                       | Avaliações da crítica  |
| Fonte                                                                       | Avaliação              |
| --------------------------------------------------------------------------- | ---------------------- |
| Allmusic                                                                    | [ 2 ]                  |
| Esta tabela precisa de ser acompanhada por texto em prosa. Consulte o guia. |                        |

## Faixas
Todas as canções compostas por Nektar.

### Lado um
1. "Remember the Future (Part I)" – 16:38
  - "Images of the Past"
  - "Wheel of Time"
  - "Remember the Future"
  - "Confusion"

### Lado dois
1. "Remember the Future (Part II)" – 18:55
  - "Returning Light"
  - "Questions and Answers"
  - "Tomorrow Never Comes"
  - "Path of Light"
  - "Recognition"
  - "Let It Grow"

### Faixas bônus do lançamento em CD
1. "Remember The Future ("Made In Germany" edit) 9:51"
2. "Lonely Roads (Radio Promo Only single edit) 3:50"
3. "Let It Grow (Radio Promo Only single edit) 2:19"

## Músicos
- Allan "Taff" Freeman: teclados, backing vocals
- Roye Albrighton: guitarras, vocais
- Derek "Mo" Moore: baixo, backing vocals
- Ron Howden: bateria, percussão, backing vocals
- Mick Brockett: luzes

## Produção
- Produzido por Peter Hauke e Nektar
- Engenharia de som por Barry Hammond